# المعلومة (سيدي يحيى بني زروال)
المعلومة هي إحدى مشيخات المملكة المغربية، تتبع جغرافيا لإقليم تاونات وإداريًا لسيدي يحيى بني زروال. يقدر عدد سكانها بـ 5237 نسمة حسب الإحصاء الرسمي للسكان والسكنى لسنة 2004.